# 강우열
강우열(한국 한자: 姜佑說, 1991년 12월 7일 ~ )은 대한민국의 전 축구 선수이며 포지션은 공격수였다.

## 수상 내역

### 대회 기록
청주 시티 FC (2017)
- K3리그 ● 준우승: 2017